# Anders Eldrup
Anders Eldrup (født 30. oktober 1948) er en dansk erhvervsmand og tidligere embedsmand. Han er tidligere departementschef i Finansministeriet og tidligere administrerende direktør i først olie- og naturgasselskabet DONG og senere i DONG Energy.

## Baggrund
Anders Eldrup er født i Ebeltoft i Danmark. Han blev student fra Grenå Gymnasium i 1967 og begyndte samme år på Institut for Statskundskab på Aarhus Universitet, hvorfra han blev kandidat i 1972. Siden 1994 har han været gift med Merete Eldrup.

## Karriere

### Rigsrevisionen og Finansministeriet
Anders Eldrup indledte sit professionelle forløb omkring samme tid som Danmark blev ramt af den første oliekrise. Før oliekrisen fik Danmark over 90 procent af sin energi fra olie og over 90 procent af olien var importeret fra Mellemøsten. Oliekrisen gjorde, at oliepriserne blev firedoblet og det slog igennem på betalingsbalancen, hvis underskud blev fordoblet på to år. Eldrup har beskrevet hvordan den første oliekrise viste ham, hvor farligt det kan være at lægge alle sine æg i en kurv. 
1970’ernes dårlige økonomi fortsatte ind i 1980’erne og Eldrup har refereret til den tidligere finansminister Knud Heinesens ord fra 1979 om, hvordan Danmark havde kurs mod den økonomiske afgrund. Ifølge Eldrup selv blev det hans mål at bidrage til, at Danmarks økonomi kom på fode igen. I 1980’erne arbejdede han især med reformer af statens budgetstyring og med en revideret model for budgetsamarbejdet mellem staten og kommunerne.
I 1991 blev Anders Eldrup udnævnt til departementschef i Finansministeriet. Som departementschef søgte han at omstrukturere Finansministeriet og at placere ministeriet mere centralt. Det skete blandt andet gennem Nyrup-regeringens indflydelsesrige Økonomiudvalg. Udvalget bestod af de ledende ministre i regeringen og Eldrup var dets sekretær. Samtidig var Eldrup formand for den styregruppe, som forberedte møderne i Økonomiudvalget og som bestod af departementscheferne fra de vigtigste ministerier. Styregruppen og Økonomiudvalget forberedte en lang række af 90’ernes politiske reformer.
I 2001 skiftede Anders Eldrup Finansministeriet ud med DONG efter næsten 30 år i ministeriet under skiftende borgerlige og socialdemokratiske finansministre. Under Henning Dyremose og Mogens Lykketoft var Eldrup selv departementschef.

### DONG
Over de næste år stod han i spidsen for forvandlingen af DONG til DONG Energy, som en fusion mellem DONG og fem andre danske energiselskaber; Elsam, Energi E2, Nesa, Københavns Energi og Frederiksberg Forsyning. Med fusionen gik DONG fra at være et dansk selskab, der importerede og handlede med naturgas til at være en nordeuropæisk energivirksomhed, der producerer og handler strøm, varme, olie og gas og distribuerer strøm og gas. Fusionen var en af Danmarkshistoriens største.
I efteråret 2008 udtalte Anders Eldrup for første gang, at DONG Energy skulle gå fra at være en virksomhed, hvor store dele af elektriciteten og strømmen produceres ved hjælp af fossile brændsler til en virksomhed, hvor vedvarende energi dominerer (kilde). Visionen blev kaldt 85/15 fordi omkring 85 procent af DONG Energy’s strøm og varmeproduktion i dag kommer fra fossile brændstoffer mens 15 procent kommer fra vedvarende energi. I 2009 blev der sat årstal på denne vision: Inden 2040 skal brøken være vendt på hovedet, således at 85 procent i stedet kommer fra vedvarende energi. Fra 2020 skal allerede halvdelen komme fra vedvarende energi.
Eldrup har ved flere lejligheder opfordret politikerne der deltager i de internationale klimaforhandlinger, til at vedtage ambitiøse og langsigtede fossil-CO2-reduktionsmål, så der kan komme en høj pris på fossil-CO2 og det dermed bliver dyrt at forurene.
Anders Eldrup blev d. 12. marts 2012 bortvist som direktør i DONG Energy. Årsagen var ifølge bestyrelsesformand Fritz Schur at Anders Eldrup har ageret uden om sine beføjelser og om bestyrelsen. Fyringen kommer kort tid efter at Rigsrevisionens har igangsat en undersøgelse af DONG Energy omkring muligt fråseri. Fyringen medførte en voldgiftssag, som Eldrup vandt.

## Bestyrelsesposter, tillidshverv, og medlemskaber
Anders Eldrup er formand for Copenhagen Cleantech Cluster samt Offshoreenergy.dk (tidligere Offshore Center Danmark). Han sidder derudover i en række bestyrelser blandt andet i Rockwool Foundation, Terma A/S, Lindoe Offshore Renewables Center (foundation), Experimentarium og Danmarks Tekniske Universitet.
I 2010 var Anders Eldrup en af stifterne bag Green Growth Leaders (GGL), der arbejder for at accelerere grøn vækst, med en vision om at skabe blomstrende grønne økonomier og samfund. I dag er Eldrup medlem af rådet.
Eldrup er også medlem i VL-gruppe 1.
Eldrup har også været deltager i Bilderberggruppens konferencer i 2001, 2002, 2003, 2004, 2005, 2006, 2007, 2008, 2009 og 2010.
Siden 1999 har han været Ridder af 1. grad af Dannebrog.